# Dystasia valida
Dystasia valida là một loài bọ cánh cứng trong họ Cerambycidae.